# Saint-Jean-aux-Bois, Ardennes

Saint-Jean-aux-Bois este o comună în departamentul Ardennes din nordul Franței. În 1 ianuarie 2022 avea o populație de 93 de locuitori.